# Al-Burj
Al-Burj també anomenat Torre Nakheel, fou un projecte de gratacels a la ciutat de Jebel Ali, a prop de Dubai (Emirats Àrabs Units). Havia de superar els 1.000 metres d'altura i formar el nucli del Waterfront de Dubai. El gener de 2009 s'anuncià que, a causa de problemes financers, el projecte es posava en espera. El desembre de 2009 fou finalment cancel·lat.